# アニマルスポーツ
アニマルスポーツとは、動物を使った競技のことで、動物のみのものと人間と一体となって進めるものとがある。

## 競技一覧

### 人間と一体となって行うもの
- 馬術
- 競馬
- 競駝
- 騎射三物
- ロデオ
- コレオ
- ポロ
- エレファントポロ
- ホースボール
- オールダシュ
- クズクーマイ
- コクボル
- アジリティ
- ディスクドッグ競技
- フライボール
- ブズカシ
- 犬ぞり
- 馬ぞり
- 鷹狩
- パラホーキング(en)
- エクストリーム競技
- K9ゲーム

### 動物のみ参加するもの
- ラビット・アジリティ
- 昆虫相撲
- 闘犬
- 闘鶏
- 闘牛
- 闘馬
- 闘熊
- 闘鳥
- 闘羊
- 闘山羊（ヒージャーオーラサイ）
- 闘獅子
- 闘虎
- 闘猫
- 闘駱駝
- 闘蜘蛛
- 闘蟋
- 鳴き合わせ (小鳥)
- 鳩合わせ
- 鴨合わせ
- 鶉合わせ
- ジョロウグモのケンカ
- 虫王
- 鳩レース
  - 伝書鳩レース
- イノシシレース
- 子豚レース
- ドッグレース
- ラクダ相撲

## 家畜ごとの分類
馬
- 競馬
- ブズカシ

牛
- 闘牛
  - コラレハ（英語版）[1]
- 騎乗
  - ロデオ
  - 太秦牛祭 - 京都市太秦の広隆寺境内内の大避神社の奇祭[2][3]。
- 競牛
  - ドイツのミュンジンク（英語版）で4年に一度行われる[4][5][6]。
  - パチュ・ジャウィ（インドネシア語版） - インドネシアのスマトラ島[7]
  - カラパン・サピー（カラパンサピ） - インドネシアのマドゥラ島[8]
  - マカプン - インドネシアのバリ島[8]
  - セネドルタ(Sene Dolta)祭り - ベトナムアンザン省[9]
  - カンバラ（英語版） - インドで行われる水牛のレース[10]。
  - タイのチョンブリー県の水牛レースと美牛コンテスト[11][12]。
- サン・フェルミン祭、エンシエロ、イディ・プロバック（英語版）（牛を使った石引き距離競争） - バスク地方の祭り。
- ペガデボイ（ポルトガル語版）（Pega de Boi） - ブラジルのカウボーイが牛を連れ帰る競技[13]。
- 牛跳び（英語版） - 突進する牛を飛び越えるイベント。フランスのCourse landaise（英語版）などに見られる。またエチオピアのハマー族での成人の儀式でも牛の背を飛ぶ儀式がある。
- ジャッリカットゥ（英語版） - インド式の牛追い[14]。
- 牛いじめ - 専用の犬ブルドッグによるブラッドスポーツ
- 牛削蹄競技大会

豚
- 競豚

鳥・鶏
- 鳴き合わせ
- 闘鶏
- 伝書鳩の鳩レース（英語版）
- 放鳥

羊
- 毛刈り競争

ヤギ
- ゴートレース（英語版）

ラクダ
- 競駝
- ラクダ相撲

ゾウ
- 競象